# IC 3280
IC 3280 ist eine Spiralgalaxie vom Hubble-Typ Sbc im Sternbild Jungfrau nördlich der Ekliptik. Sie ist schätzungsweise 339 Millionen Lichtjahre von der Milchstraße entfernt.
Das Objekt wurde am 10. Mai 1904 vom US-amerikanischen Astronomen Royal Harwood Frost entdeckt.